# Subalternidad

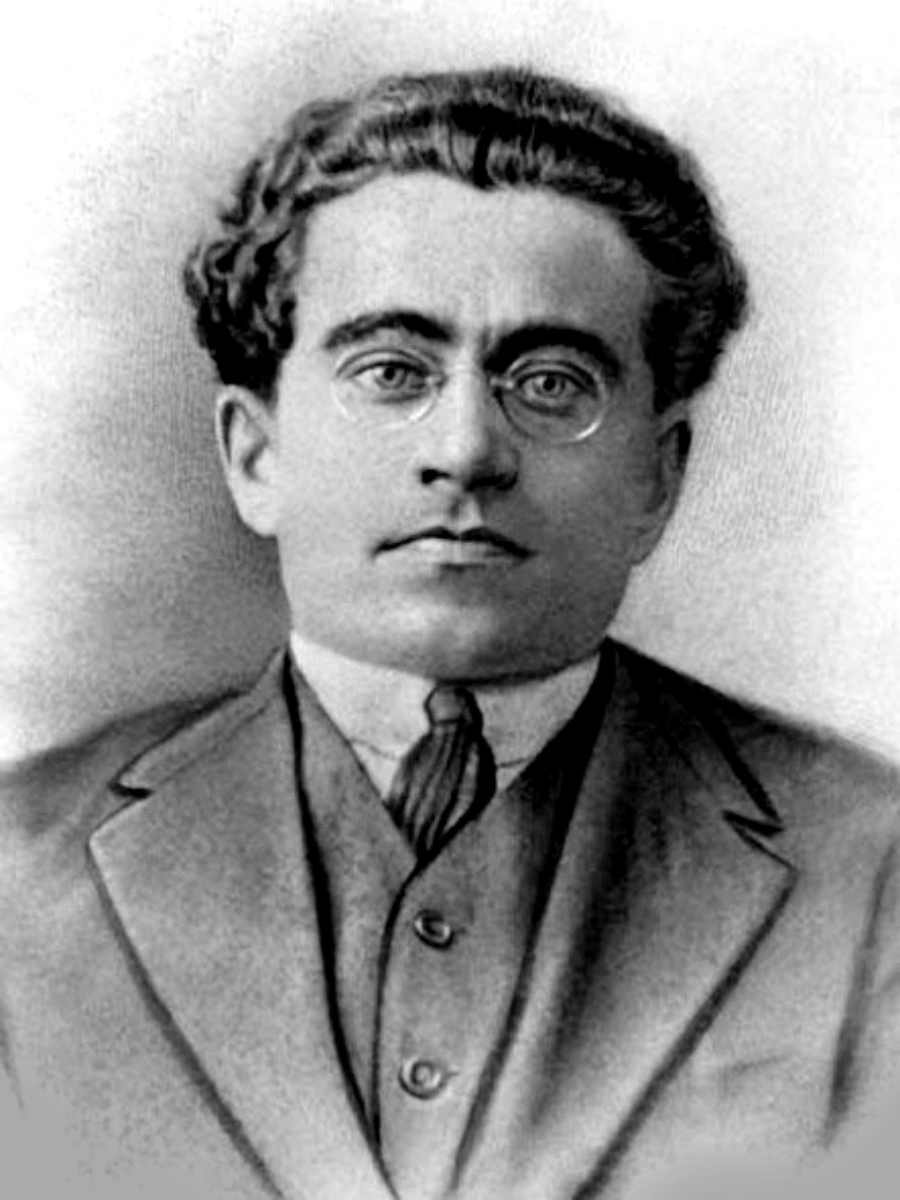
Antonio Gramsci ideó el término subalternidad para referirse a sectores marginalizados de la sociedad.

El término subalterno es usado para referirse en las ciencias sociales a sectores marginalizados y a las clases inferiores de las sociedades. Este sentido de la palabra fue propuesto por Antonio Gramsci.
Boaventura de Sousa Santos usa el término "cosmopolitanismo subalterno" extensivamente en su libro del 2002 "Hacia un nuevo sentido común legal". Él se refiere a esto en el contexto de las "prácticas contra-hegemónicas", movimientos, resistencias y luchas contra la globalización neoliberal, particularmente la lucha contra la exclusión social. Él usa el término intercambiablemente con el de "legalidad cosmopolita" como el sistema normativo diverso para una "igualdad de diferencias". Aquí, el término subalterno es usado para denotar gente marginada y oprimida específicamente luchando contra la globalización hegemónica.